# Esterelmassief
Het Esterelmassief (Frans: Massif de l'Esterel) is een gebergte in het zuidoosten van Frankrijk, in de departementen Var en Alpes-Maritimes in de historische regio Provence. In het oosten liggen de steden Mandelieu en Cannes en ten westen liggen Saint-Raphaël en Fréjus. Het massief ligt evenwijdig met de kustlijn, die daar een aantal calanques telt en Corniche de l'Esterel wordt genoemd.
Het bergmassief is 320 km², waarvan 130 km² beschermd zijn als het natuurpark Forêt domaniale de l'Esterel (Natura 2000-gebied). De rode rotsen, ryoliet, zijn afkomstig van een vulkaanuitbarsting van 250 miljoen jaar geleden. De Pic de Cap Roux (453 meter) dankt hieraan zijn naam.

## Afbeeldingen

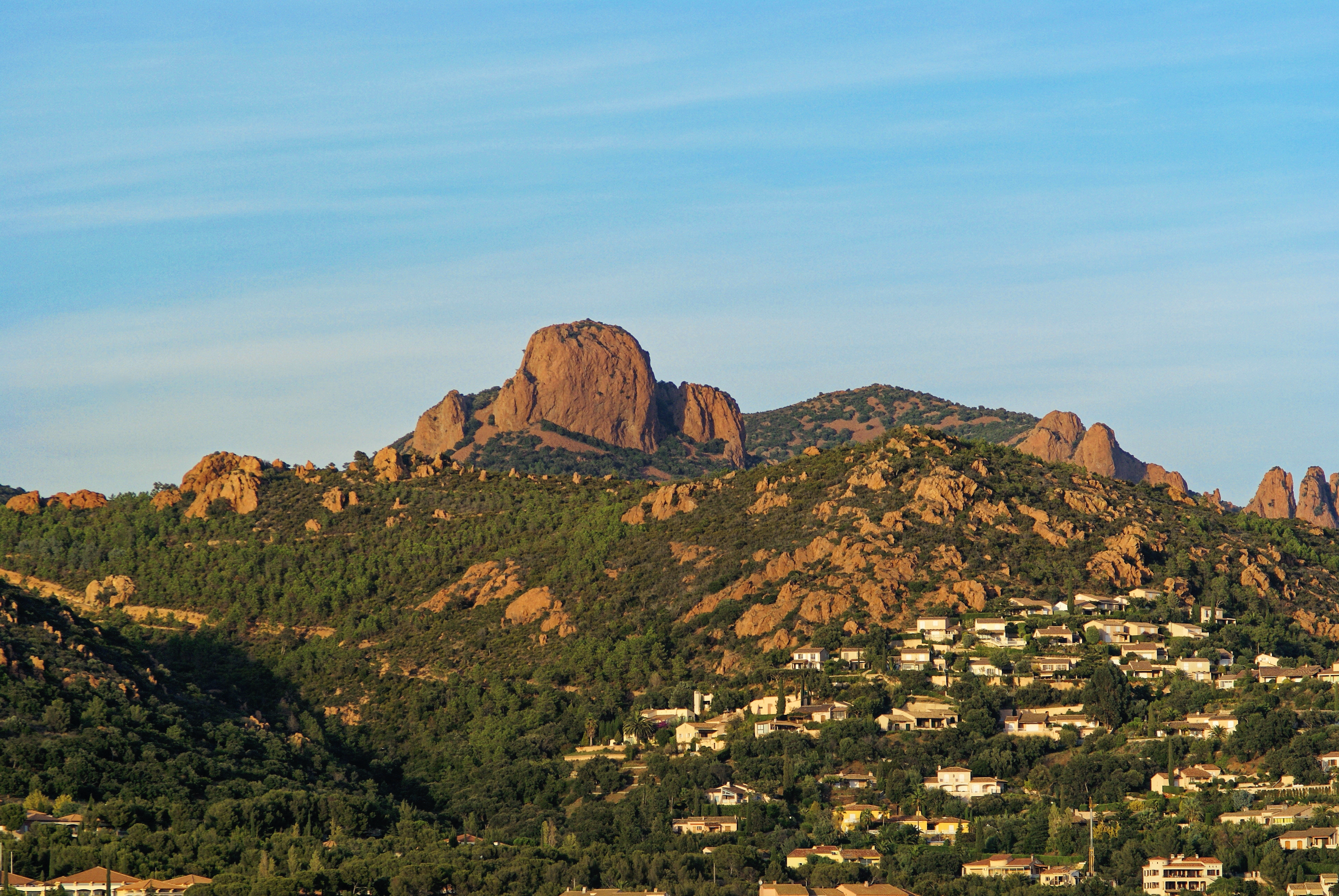
Het Esterelmassief
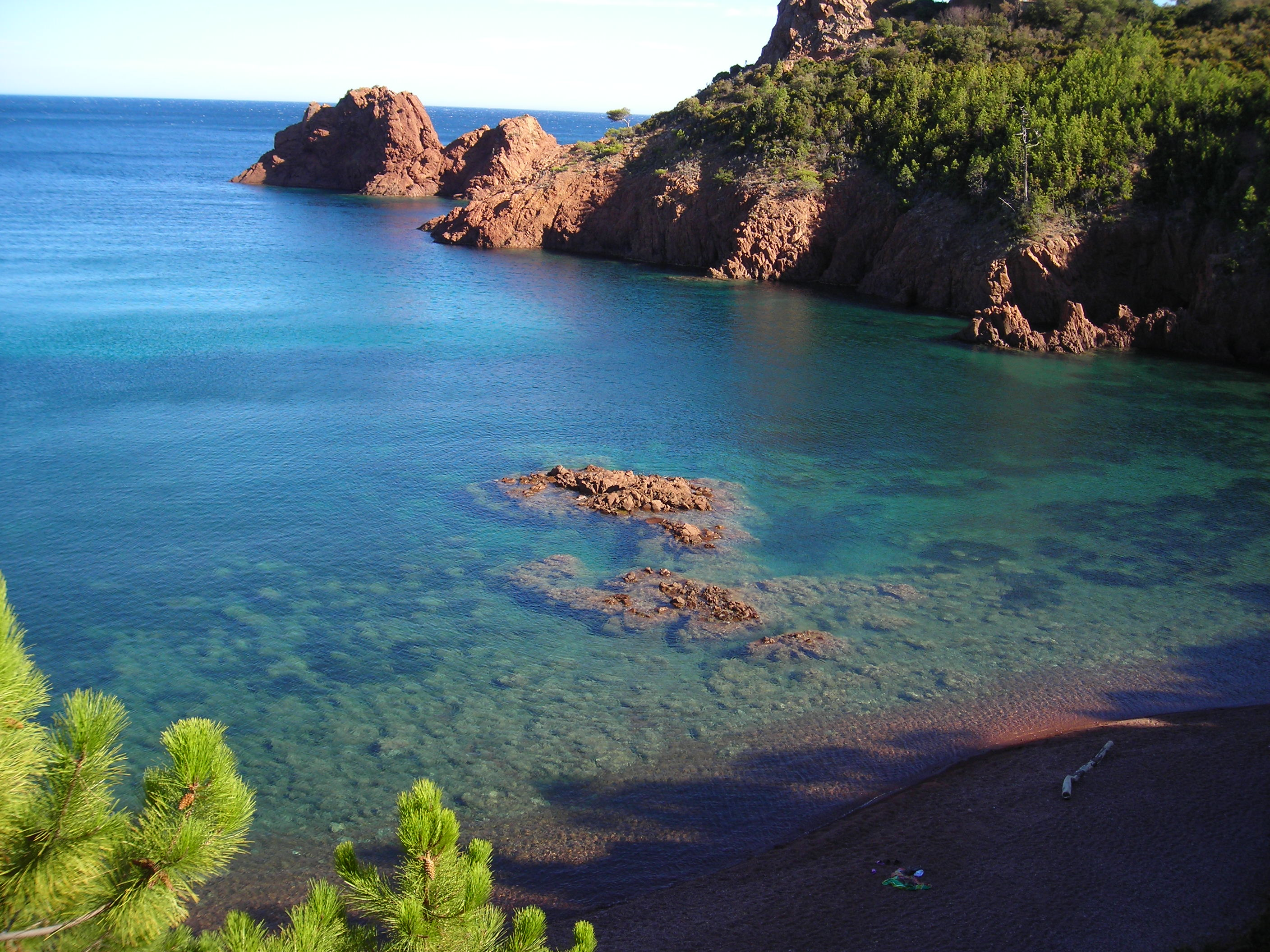
De kust
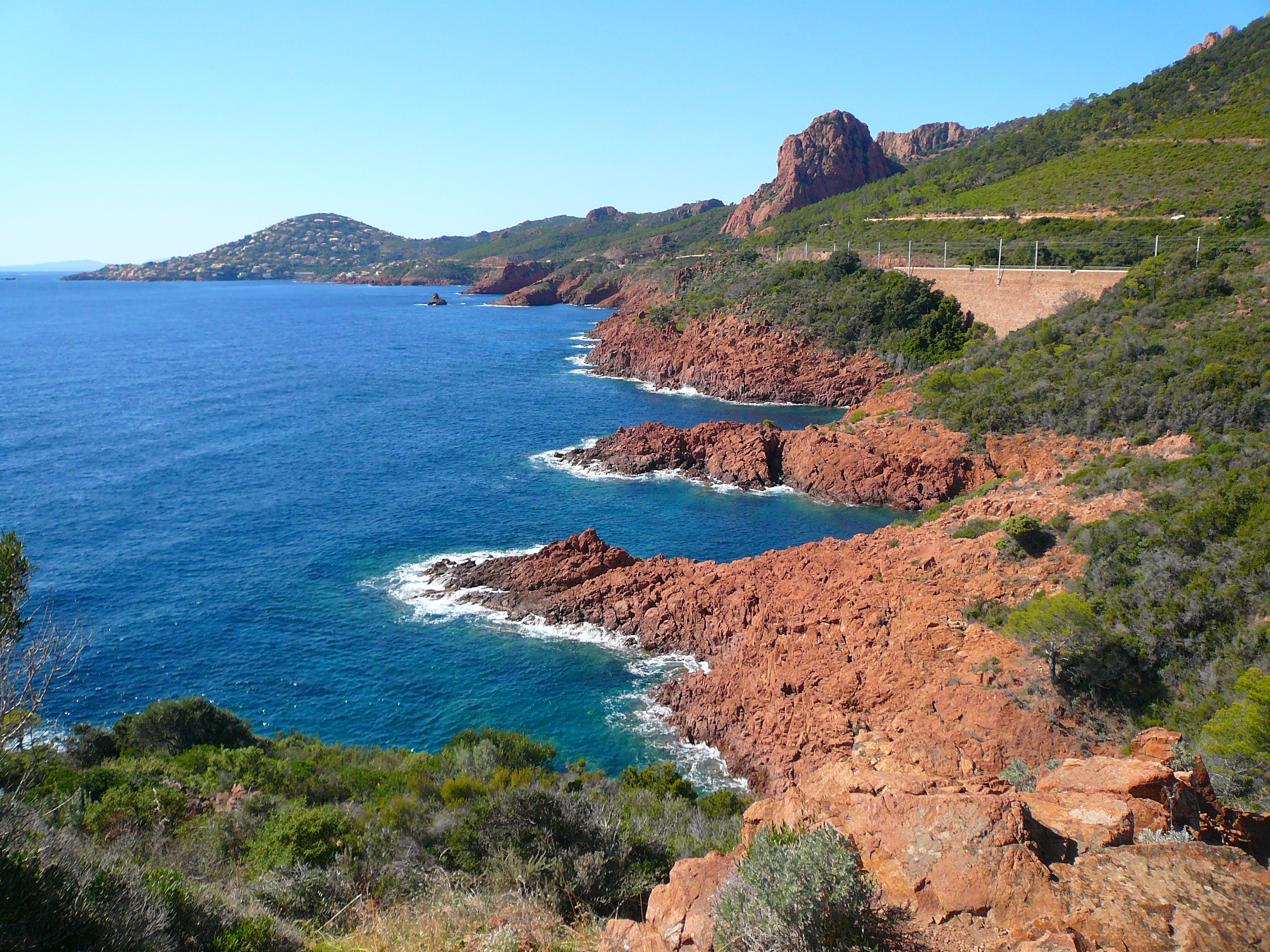
Het gebergte in de gemeente Saint-Raphaël